# HD 42327
HD 42327，又名BD-18 1316，SAO 151173、HR 2182，是一颗恒星，视星等为6.35，位于銀經224.88，銀緯-17.24，其B1900.0坐标为赤經6h 4m 56.5s，赤緯-18° -17.24′ 30″。